# Championnats d'Afrique de judo 1990
Navigation
Édition précédente Édition suivante
Les championnats d'Afrique de judo 1990 se déroulent du 16 au 20 juillet 1990 à Alger, en Algérie.

## Nations participantes
Les nations participant à ces championnats sont :
- Algérie
- Angola
- Bénin
- Cameroun
- Côte d'Ivoire
- Égypte
- Ghana
- Guinée
- Kenya
- Libye
- Mali
- Maroc
- Nigeria
- Sénégal
- Tunisie
- Zaïre

La Zambie et le Zimbabwe qui devaient participer déclarent finalement forfaits.

## Programme
Le programme des Championnats d'Afrique de judo 1990 est le suivant :
- samedi 14 juillet 1990 : 
  - dernier jour d'arrivée des délégations participantes aux Championnats d'Afrique
  - dernier jour du stage des arbitres qui a débuté le 11 juillet
  - tirage au sort des combats
- dimanche 15 juillet 1990: 
  - 8 heures : pesée hommes (+95 kg, -95 kg et -86 kg), dames (+72 kg, -72 kg et 66 kg)
  - 17 heures : éliminatoires
  - 20 heures : cérémonie d'ouverture à la Salle Harcha Hassen
  - 21 heures : repêchages, demi-finales, finale, remise des médailles
- lundi 16 juillet 1990 : 
  - 8 heures : pesée hommes (-78 kg, -71 kg), pesée dames (-61 kg, -56 kg)
  - 14 heures : éliminatoires
  - 17 heures : repêchages, demi-finales, finale.
  - 19 heures : remise des médailles.
- mardi 17 juillet 1990 : 
  - 8 heures : pesée hommes (-65 kg, -60 kg), pesée dames (-51 kg, -48 kg )
  - 14 heures : éliminatoires et repêchages
  - 17 heures : repêchages, demi-finales, finale
  - 19 heures : remise des médailles
  - 21 heures : tirage au sort des tournois open et par équipes.
- jeudi 19 juillet  1990 
  - 19 heures : compétition open et journée médicale
  - 21 heures : remise des médailles
- vendredi 20 juillet 1990 :
  - 16 heures : compétition par équipes, remise des médailles
  - 19 heures : cérémonie de clôture.

## Médaillés

### Hommes
| Épreuves                 | Or                         | Argent                 | Bronze                  |
| ------------------------ | -------------------------- | ---------------------- | ----------------------- |
| -60 kg                   | Ali Idir (ALG)             | Francis Sampao (ANG)   | Lahcen Fasly (MAR)      |
| -65 kg                   | Emad El Sayed (EGY)        | Driss El-Mamoun (MAR)  | Mohamed Bouhadou (ALG)  |
| -65 kg                   | Emad El Sayed (EGY)        | Driss El-Mamoun (MAR)  | Said Messaoud (LBA)     |
| -71 kg                   | Meziane Dahmani (ALG)      | Abdellah (EGY)         | Abdelhak Maach (MAR)    |
| -78 kg                   | Abderrahmane Laaoued (ALG) | Salah Rekik (TUN)      |                         |
| -78 kg                   | Abderrahmane Laaoued (ALG) | Salah Rekik (TUN)      |                         |
| -86 kg                   | Riad Chibani (ALG)         | Walid Abdelhalim (EGY) | West Iqiebor (NGA)      |
| -86 kg                   | Riad Chibani (ALG)         | Walid Abdelhalim (EGY) | Aly Attyé (SEN)         |
| -95 kg                   | Attoumane Guèye (SEN)      | Ferhat Challal (ALG)   | Ahmed Barbach (MAR)     |
| +95 kg                   | Mohamed Ali Rashwan (EGY)  | Béchir Khiari (TUN)    | Boubakeur Kaouane (ALG) |
| Open (toutes catégories) | Béchir Khiari (TUN)        | Mosam (EGY)            | Boubakeur Kaouane (ALG) |
| Open (toutes catégories) | Béchir Khiari (TUN)        | Mosam (EGY)            | West Iqiebor (NGA)      |

De plus : 
- Mourad Zaghouan (Tunisie) est médaillé de bronze.

### Femmes
| Épreuves                 | Or                     | Argent                  | Bronze                |
| ------------------------ | ---------------------- | ----------------------- | --------------------- |
| -48 kg                   | Nsabasi Thompson (NGA) | Souad Bouzainne (TUN)   | Rehab El Gafy (EGY)   |
| -48 kg                   | Nsabasi Thompson (NGA) | Souad Bouzainne (TUN)   | Salima Souakri (ALG)  |
| -52 kg                   | Sherine Moussa (EGY)   | Dalenda Hamdi (TUN)     | Nadia Khadem (ALG)    |
| -52 kg                   | Sherine Moussa (EGY)   | Dalenda Hamdi (TUN)     | Hayat Tedmiri (MAR)   |
| -56 kg                   | Fatiha Douba (ALG)     | Grace Osagie (NGA)      | Khadija Haouati (MAR) |
| -56 kg                   | Fatiha Douba (ALG)     | Grace Osagie (NGA)      | Rym Belhamra (TUN)    |
| -61 kg                   | Souhir El Mtouni (MAR) | Samira Azizi (ALG)      | Hajer Tbessi (TUN)    |
| -61 kg                   | Souhir El Mtouni (MAR) | Samira Azizi (ALG)      |                       |
| -66 kg                   | Ahlem Chikhaoui (TUN)  | Amy Collé Mbengue (SEN) | Oukid Ourida (ALG)    |
| -66 kg                   | Ahlem Chikhaoui (TUN)  | Amy Collé Mbengue (SEN) | Hajam El-Mesry (EGY)  |
| -72 kg                   | Christy Obekpa (NGA)   | Sakina Doubaj (MAR)     | Awa Bathily (SEN)     |
| -72 kg                   | Christy Obekpa (NGA)   | Sakina Doubaj (MAR)     | Soraya Sherif (TUN)   |
| +72 kg                   | Nacera Nouari (ALG)    | Khadidiatou Seck (SEN)  | Samira Oueslati (TUN) |
| +72 kg                   | Nacera Nouari (ALG)    | Khadidiatou Seck (SEN)  | Rkia Ami (MAR)        |
| Open (toutes catégories) | Nacera Nouari (ALG)    | Sakina Doubaj (MAR)     | Christy Obekpa (NGA)  |
| Open (toutes catégories) | Nacera Nouari (ALG)    | Sakina Doubaj (MAR)     | Ahlem Chikhaoui (TUN) |

### Compétition par équipes
L'équipe d'Algérie a battu le Cameroun (7-1), puis le Sénégal (7-0) et en finale l'Angola (7-0). Leur directeur technique est Hocine Ménia (né le 6 janvier 1939), les entraineurs sont Salah Djenane et Ali Boudjemâa. Dans l'effectif par équipe, Rachid Laras remplace Ali Idir (-60 kg), Yacine Silini remplace Abderrahmane Laaoued (-78 kg) et Lyes Cherifi remplace Meziane Dahmani (- 71 kg)
L'Angola, entraînée par Rodriguez Do Castro, s'est qualifiée pour la finale aux dépens de la Libye puis du Maroc, avant de s'incliner devant l'Algérie.
| Épreuves | Or | Argent | Bronze  |
| -------- | --- | --- | ------- |
| Hommes   | Algérie Rachid Laras (- 60 kg) Mohamed Bouhadou (- 65 kg) Ilyès Chérifi (- 71 kg) Yacine Silini (- 78 kg) Riad Chibani (- 86 kg) Ferhat Challal (- 95 kg) Boubakeur Kaouane (+ 95 kg) | Angola Moises Torres (- 65 kg) José Maria De Jesus (- 71 kg) Ricardo José Boy (- 86 kg) Helder José Inacio de Carvalho (+ 95 kg) | Sénégal |
| Hommes   | Algérie Rachid Laras (- 60 kg) Mohamed Bouhadou (- 65 kg) Ilyès Chérifi (- 71 kg) Yacine Silini (- 78 kg) Riad Chibani (- 86 kg) Ferhat Challal (- 95 kg) Boubakeur Kaouane (+ 95 kg) | Angola Moises Torres (- 65 kg) José Maria De Jesus (- 71 kg) Ricardo José Boy (- 86 kg) Helder José Inacio de Carvalho (+ 95 kg) | Tunisie |
| Femmes   | Algérie | |         |
| Femmes   | Algérie | |         |

## Distinctions
Plusieurs distinctions sont attribuées à l'issue de ces Championnats : 
- Meilleure équipe messieurs :  Algérie
- Meilleure équipe dames :  Algérie
- Meilleur judoka du tournoi : Meziane Dahmani (Algérie)
- Meilleure judokate du tournoi : Nacera Nouari (Algérie)
- Meilleur arbitre : Camara Bado (Sénégal).

## Tableau des médailles
| Rang  | Nation  | Or | Argent | Bronze | Total |
| ----- | ------- | -- | ------ | ------ | ----- |
| 1     | Algérie | 5  | 1      | 3      | 9     |
| 2     | Égypte  | 2  | 3      | 0      | 5     |
| 3     | Tunisie | 1  | 2      | 2      | 5     |
| 4     | Sénégal | 1  | 0      | 5      | 6     |
| 5     | Angola  | 0  | 2      | 1      | 3     |
| 6     | Maroc   | 0  | 1      | 3      | 4     |
| 7     | Nigeria | 0  | 0      | 3      | 3     |
| 8     | Libye   | 0  | 0      | 1      | 1     |
| Total | Total   | 9  | 9      | 18     | 36    |

| Rang  | Nation  | Or | Argent | Bronze | Total |
| ----- | ------- | -- | ------ | ------ | ----- |
| 1     | Algérie | 3  | 1      | 3      | 7     |
| 2     | Nigeria | 2  | 1      | 2      | 5     |
| 3     | Tunisie | 1  | 2      | 3      | 6     |
| 3     | Maroc   | 1  | 2      | 3      | 6     |
| 5     | Égypte  | 1  | 0      | 3      | 4     |
| 6     | Sénégal | 0  | 2      | 2      | 4     |
| Total | Total   | 8  | 8      | 16     | 32    |